# اليوم العالمي لحقوق الطفل
اليوم العالمي لحقوق الطفل هو يوم عالمي يوافق تاريخ التوقيع على الاتفاقية الدولية لحقوق الطفل في 20 نوفمبر 1989 من قبل 192 دولة. صادقت عليها جميع الدول ما عدا الولايات المتحدة التي وقعت عليها دون تصديق. وتم التصديق من الصومال على اتفاقية حقوق الطفل عام 2015 والدولة الوحيدة التي لم تصدق على الاتفاقية هي دولة الولايات المتحدة الأمريكية.

## التاريخ
في 1954، دعت الجمعية العامة للأمم المتحدة كل الدول إلى إنشاء يوم عالمي للطفل، دون تحديد يوم موحد. وجاء اختيار يوم 20 نوفمبر بعد توقيع اتفاقية حقوق الطفل في 20 نوفمبر 1989 التي ترجع أيضا إلى إعلان حقوق الطفل الذي أورخ في 20 نوفمبر 1959. وفي هذه المناسبة، يتم القيام بعدة فعاليات وتظاهرات من قبل الناشطين في مجال حقوق الطفل.
ففي فرنسا، تقوم منظمة مدافعين عن الأطفال برفع تقرير سنوي لكل من رئيس الجمهورية الفرنسية ومجلس النواب الفرنسي. ومن جهتها تقوم اليونيسف بتنظيم عدة فعاليات وأنشطة للتعريف والاحتفال بهذا اليوم.

## اليوم العالمي للطفولة 2010
لإحياء الذكرى الحادية والعشرين والحادية والخمسين والحادية والستين لإتفاقية حقوق الطفل وإعلان حقوق الطفل وإتفاقية جنيف، نشرت اللجنة الدولية للصليب الأحمر منشورات وكتيبات عن الأطفال والحرب. تتناول هذه المنشورات المخاطر التي يواجهها الأطفال المتأثرين بالنزاع المسلح، والتدابير المتخذة لتلبية احتياجات هؤلاء الأطفال، وكذلك القوانين التي تعطيهم حماية خاصة. بمناسبة هذا الحدث، قامت جمعية هومانيوم رسميا بفتح بوابة إلكترونية للأطفال. هذا الموقع الإلكتروني يوفر الوصول إلى ثروة من المعلومات والموارد عن حقوق الطفل.

## روابط خارجية
- اليوم العالمي للطفل على موقع الأمم المتحدة بالعربية.
- موقع منظمة اليونيسيف بالعربية المهتم بحقوق الطفل.
- تقرير عن الأطفال والحرب من قبل اللجنة الدولية للصليب الأحمر.
- اليوم العالمي لحقوق الطفل على موقع «يوم عالمي».
- اليوم العالمي للطفولة على بوابة الطفل التابعة لجمعية هومانيوم.
- نص إتفاقية حقوق الطفل بالعربية.